# Krauskopfarassari
Der Krauskopfarassari (Pteroglossus beauharnaisii) ist eine Vogelart aus der Familie der Tukane (Ramphastidae). Die Erstbeschreibung erfolgte 1832 durch Johann Georg Wagler. Das Verbreitungsgebiet der Art umfasst große Teile des südwestlichen Amazonas-Tieflandes südlich des Amazonas. Die überwiegend in den Baumkronen gesuchte Nahrung besteht wohl vor allem aus Früchten, die Lebensweise ist ansonsten noch weitgehend unbekannt. Der Krauskopfarassari gilt nicht als häufig und der Bestand scheint rückläufig zu sein, insgesamt stuft die IUCN die Art aber wegen des sehr großen Verbreitungsgebietes noch als  (=least concern – nicht gefährdet) ein.

## Merkmale
Krauskopfarassaris sind mittelgroße Arassaris mit relativ kurzem Schnabel und sehr langem Schwanz.
Die Tiere haben eine Körperlänge von 42–46 cm und wiegen 164–280 g. Der Geschlechtsdimorphismus ist gering, Weibchen haben einen kürzeren Schnabel als die Männchen. Oberer Rücken und Bürzel sind rot, die übrige Oberseite ist dunkelgrün. Die Kehlbefiederung ist gelblich weiß mit glänzend schwarzen Federspitzen. Über die untere Brust zieht sich ein breites, leuchtend rotes Querband mit etwas schwarz, die übrige Rumpfunterseite sowie die Unterschwanzdecken sind gelb.
Sehr auffallend sind die zu gekrümmten Hornplättchen umgewandelten schwarzen Federn auf dem Oberkopf, die wie gekräuselte Kunststoffstreifen aussehen. Die nackte Haut um die Augen ist blau, die hinter und über dem Auge rubinrote Haut ist häufig von Federn verdeckt. Die Iris ist rot. Anders als bei den meisten Arassaris ist der Oberschnabel dunkler als der Unterschnabel. Der Oberschnabel ist an den Seiten basisnah braun, darüber bläulich und auf dem First bräunlich orange. Der Unterschnabel ist weißlich, die Spitzen beider Schnabelhälften sind ebenfalls bräunlich orange.

## Verbreitung und Lebensraum
Das Verbreitungsgebiet des Krauskopfarassaris umfasst große Teile des südwestlichen Amazonas-Tieflandes südlich des Amazonas. Es erstreckt sich in West-Ost-Richtung vom nördlichen Peru südlich des Rio Marañón nach Nordosten bis in den Süden des zentralbrasilianischen Bundesstaates Pará, nach Südosten in einer schmalen Zone bis zum Quellgebiet des oberen Rio Xingu. Nach Süden reicht das Areal bis in das nördliche und zentrale Bolivien mit dem Departamento Pando und dem Departamento Cochabamba, und in den Norden des brasilianischen Bundesstaates Mato Grosso.
Die Art bewohnt den tropischen Regenwald des Tieflandes sowohl in trockenen wie in sumpfigen Bereichen. Die Tiere kommen überwiegend in Höhen unter 500 m vor, gelegentlich auch bis 900 m.

## Systematik
Der Krauskopfarassari ist eine monotypische Art, es werden keine Unterarten anerkannt. Haffer betrachtete bei seiner Gruppierung der Gattung Pteroglossus in Superspezies die Art P. beauharnaesii als eigene Abstammungsgemeinschaft. Nach einer molekulargenetischen Untersuchung ist der nächste Verwandte des  Krauskopfarassaris jedoch der Rotnackenarassari (P. bitorquatus).

## Lebensweise
Die Tiere werden fast ausschließlich in Gruppen mit 3 bis 12 Individuen beobachtet. Sie suchen vor allem in den Baumkronen nach Nahrung, in Büschen oder auf Kahlschlägen aber auch nur in ein bis zwei Meter Höhe. Zur Nahrung ist bisher kaum etwas bekannt, sie besteht offenbar vor allem aus Früchten von Feigen und von Bäumen der Gattung Ocotea. Daneben fressen die Tiere auch Eier und nestjunge Vögel, möglicherweise vor allem während der Brutzeit zur Deckung des Eiweißbedarfs der Jungvögel.
Die Brutzeit erstreckt sich vermutlich von Mai bis August, selten wohl auch noch bis November oder sogar bis in den Februar. Zur Balz gehören tiefe Verbeugungen und Rufe sowie Verfolgungssprünge. Möglicherweise brütet die Art in Gruppen. Alle anderen Aspekte der Brutbiologie sind unbekannt; es gibt bisher keine Nest- oder Gelegefunde, ebenso wenig liegen bisher Angaben zur Brut- und Nestlingszeit vor.

## Bestand und Gefährdung
Angaben zur Größe des Weltbestandes gibt es nicht. Der Krauskopfarassari gilt nicht als häufig und der Bestand scheint rückläufig zu sein, insgesamt stuft die IUCN die Art aber wegen des sehr großen Verbreitungsgebietes noch als ungefährdet ein („least concern“). Peru führt den Krauskopfarassari als Art der Vorwarnliste („near threatened“).